# Херманнскогель
Херманнскогель (нем. Hermannskogel) — гора высотой 542 м в пределах Вены, в районе Дёблинг. Является самой высокой точкой на ее территории. Граница между Веной и Нижней Австрией проходит всего в 150 метрах от вершины.

## География и геология
Херманнскогель расположен на северо-востоке Венского Леса. При высоте 542 м является главной вершиной Каленгебирге, а также высочайшей горой Вены. В трех километрах восточнее находятся венские «домашние горы» Каленберг и Леопольдсберг.
Относится к зоне флиша и сложен из песчаника, мергеля и других осадочных пород.

## История
Первое документальное свидетельство датируется 1355 годом, когда гора была упомянута как Херманнсшобель (Hermannschobel) в реестре сбора десятины Клостернойбургского монастыря. В Средние века на горе было множество виноградников. В 1256 году местная деревня была передана Альберо фон Фельдсбергом (Albero von Feldsberg) монастырю. В 1346 году поселение еще существовало, но исчезло к концу XV века, вероятно было разорено венграми. Вслед за людьми исчезли и виноградники, и гору снова покрыли леса.
Во время второй Османской войны 1683 года на Херманнскогеле стояли лагерем войска из Саксонии и других частей Священной Римской империи перед снятием турецкой осады Вены.
В XIX веке Клостернойбургский монастырь неоднократно безуспешно запрашивал создание смотровой башни на горе. Наконец, в 1888 году была построена 27-метровая Габсбургварте (Habsburgwarte). До 1918 года она служила нулевым километром геодезической сети Австро-Венгрии.